# Sárközi Lajos (egyházi író)
Sárközi Lajos (Szatmárnémeti, 1884. január 26. – Szatmárnémeti, 1964. január 5.) erdélyi magyar református egyházi író.

## Életútja
Középiskoláit Szatmárnémetiben a Református Főgimnáziumban végezte, 1904. június 25-én érettségizett. Négy éven át a Vajay Károlyné Koós Emilia Alapítványnak támogatását élvezte, mint jeles tanuló és árva diák. Teológiai tanulmányokat a debreceni református teológián folytatott, itt egy évig az intézet legjobb tanulója, majd senior volt. Az utolsó tanévben (ösztöndíjjal) egy-egy félévet a berlini egyetemen és a bázeli teológián is hallgatott. Előbb segédlelkész volt Gacsályon, lelkész Nagykolcson, majd 33 éven át Szatmárnémetiben, végül 5 évig Szinérváralján.

## Közszereplése
A két világháború között a szatmárnémeti Kölcsey Irodalmi Társaság ügyvezető elnöke, a Károlyi Gáspár Irodalmi Társaságnak és a Főgimnázium igazgatóságának tagja, a Dalosszövetség választmányi tagja volt. Emellett a Jótékony Nőegylet, az Ipartársulat, a Bank igazgatósági tagja is. 1924-ben tagja lett a Királyhágómelléki Református Egyházkerület missziói bizottságának. Tagja, majd közel tíz évig elnöke volt az Országos Magyar Pártnak. 1928. október hó 13-án, az Országos Magyar Párt Központi Intézőbizottságának ülésén ő képviselte a Szatmár városi tagozatot. Mint a Főgimnázium igazgatósági tagját két alkalommal, 1918-ban és 1939-ben, letartóztatták fegyverkezés vádjával, mert a gimnázium padlásán régi fegyvereket találtak. A vádat mindkét alkalommal ejtették.

## Irodalmi és szerkesztői munkássága
1921–26 között Bélteky Lajossal szerkesztette és kiadta a Protestáns Naptár hat kötetét, 1943-ban Boros Jenővel együtt szerkesztette a Szatmári Református Híradót.
Humoros írásokat tartalmazó kötete, A drukk (Szatmárnémeti, 1922) után a református naptárakban karcolatokat, a helyi sajtóban elbeszéléseket publikált. A Királyhágómelléki református egyházkerület ismeretterjesztő füzeteinek sorozatában jelent meg több elbeszéléskötete: A véletlen is Isten dolga (Nagyvárad, 1933); A gondviselés titka (Nagyvárad, 1933); Beoltják a falut (Nagyvárad, 1935); Pásti Veráék nemzetsége (Nagyvárad, 1935); A Plánétás Papagáj (Nagyvárad, 1935) és a Cafenet Paucakh (Nagyvárad, 1943).
Színműveket is írt, mesejátékát (A tündérfarsang) 1928-ban, háromfelvonásos színművét (Az ősök pohara) 1933-ban adták elő Szatmárnémetiben.

## Prédikációs- és imádságoskönyvei
- Őt hallgassátok (Szatmárnémeti 1930);
- Az áldott orvos (elmélkedések és imádságok, Szatmárnémeti, 1934);
- Imák katonák részére (Szatmárnémeti, 1943);
- „Ilyeneké a mennyeknek országa” (Szatmárnlmetei, 1948).